# Vietnam en los Juegos Olímpicos de Río de Janeiro 2016
Vietnam estuvo representado en los Juegos Olímpicos de Río de Janeiro 2016 por un total de 22 deportistas, 10 hombres y 12 mujeres, que compitieron en 10 deportes.
El portador de la bandera en la ceremonia de apertura fue el esgrimidor Vũ Thành An.

## Medallistas
El equipo olímpico vietnamita obtuvo las siguientes medallas:
| Nombre          | Deporte | Competición            |
| --------------- | ------- | ---------------------- |
| Oro             |         |                        |
| Hoàng Xuân Vinh | Tiro    | Pistola de aire 10 m M |
| Plata           |         |                        |
| Hoàng Xuân Vinh | Tiro    | Pistola 50 m M         |
| Bronce          |         |                        |
| —               |         |                        |